# Pseudohydrosme buettneri
Pseudohydrosme buettneri är en kallaväxtart som beskrevs av Adolf Engler. Pseudohydrosme buettneri ingår i släktet Pseudohydrosme och familjen kallaväxter.
Artens utbredningsområde är Gabon. Inga underarter finns listade.